# Ambassadeur du Mexique aux États-Unis d'Amérique
L'ambassadeur du Mexique aux États-Unis est le plus haut représentant diplomatique des États-Unis du Mexique auprès des États-Unis d'Amérique.
L'ambassade mexicaine est située au 1911, Pennsylvania Avenue NW, dans le quartier Foggy Bottom à Washington, la capitale du pays .
L'ambassadeur du Mexique actuelle est Esteban Moctezuma Barragán .

## Bref historique
Le Mexique et les États-Unis entretiennent des relations diplomatiques depuis le 12 décembre 1822,. La première légation mexicaine était composée de seulement quatre membres,:
- José Manuel Zozaya, envoyé extraordinaire et ministre plénipotentiaire, ancien avocat (en espagnol : apoderado legal) d'Agustín de Iturbide.
- José Anastasio Torrens, secrétaire, ancien officier de l'armée de José María Morelos qui était un ami proche de José Manuel de Herrera. Il avait étudié aux États-Unis.
- Francisco de Paula Tamariz, attaché et traducteur.
- Ignacio de Villaseñor y Cervantes, aumônier catholique romain. Selon l'historien Jorge Flores, c'était un choix curieux, et il a probablement été choisi simplement parce qu'ils anticipaient le manque de services religieux en espagnol[5].

La première adresse enregistrée par le groupe lorsque le président James Monroe a conféré la reconnaissance diplomatique le 12 décembre 1822  était celle de l'hôtel Strother's, sur Pennsylvania Avenue au coin de la 14e Rue. 
L'hôtel, propriété de John Tayloe III, a été géré par John Strother de 1818 à 1824 et est finalement devenu l'hôtel Willard . 
La légation n'ayant pas assez de fonds pour s'installer à Washington, dut louer une propriété à Philadelphie.

## Liste des représentants diplomatiques
La liste qui suit comprend tous les chefs de légation reconnus par le Secrétariat aux affaires étrangères du Mexique,,. Puisqu'elle est basée sur une liste officielle, il y a quelques omissions, comme Emeterio de la Garza, Jr., un représentant spécial de Victoriano Huerta qui a tenté d'obtenir la reconnaissance de son administration entre 1913 et 1914.
| Nom                               | Rang                          | Date de Nomination | Date de remise des lettres de créance | Date de fin de mission |
| --------------------------------- | ----------------------------- | ------------------ | ------------------------------------- | ---------------------- |
| José Manuel Zozaya                | Envoyé                        | 25 septembre 1822  | 12 décembre 1822                      | 20 mai 1823            |
| José Anastasio Torrens            | Chargé d'affaires par intérim | 3 mai 1823         | ---                                   | 31 août 1824           |
| Pablo Obregón                     | Envoyé                        | 4 août 1824        | 18 novembre 1824                      | 10 septembre 1828      |
| José María Montoya                | Chargé d'affaires par intérim | 10 septembre 1828  | ---                                   | février 1830           |
| José María Tornel                 | Envoyé                        | 17 novembre 1829   | 15 décembre 1829                      | 1 juin 1831            |
| José María Montoya                | Chargé d'affaires par intérim | 6 juin 1831        | ---                                   | 31 décembre 1833       |
| Joaquín María del Castillo        | Chargé d'affaires par intérim | 1 janvier 1834     | ---                                   | 19 mars 1836           |
| Manuel Eduardo de Gorostiza       | Envoyé                        | 4 janvier 1836     | 24 mars 1836                          | 5 novembre 1836        |
| Joaquín María del Castillo        | Chargé d'affaires par intérim | 5 novembre 1836    | ---                                   | 13 octobre 1837        |
| Francisco Pizarro Martínez        | Envoyé                        | 10 mai 1837        | 17 octobre 1837                       | 9 février 1840         |
| Joaquín Velázquez de León         | Chargé d'affaires par intérim | 3 février 1842     | ---                                   | 25 octobre 1842        |
| Juan Nepomuceno Almonte           | Envoyé                        | 20 juillet 1842    | 22 octobre 1842                       | 6 mars 1845            |
| Luis de la Rosa Oteiza            | Envoyé                        | 13 septembre 1848  | 22 décembre 1848                      | 10 janvier 1852        |
| Manuel Larráinzar                 | Envoyé                        | 5 mars 1852        | 22 mai 1852                           | 1 juillet 1853         |
| Juan Nepomuceno Almonte           | Envoyé                        | 26 avril 1853      | 7 juillet 1853                        | 11 février 1856        |
| Manuel Robles Pezuela             | Envoyé                        | 29 novembre 1855   | 16 avril 1856                         | 12 juillet 1858        |
| Gregorio Barandarián              | Chargé d'affaires par intérim | 12 juillet 1858    | ---                                   | 26 avril 1859          |
| José María Mata                   | Envoyé                        | 2 mars 1858        | 28 avril 1859                         | 13 août 1860           |
| Matías Romero                     | Chargé d'affaires par intérim | 10 août 1860       | ---                                   | 3 avril 1862           |
| Matías Romero                     | Chargé d'affaires             | 3 avril 1862       | 26 mai 1862                           | 7 mai 1863             |
| Matías Romero                     | Envoyé                        | 2 septembre 1863   | 29 octobre 1863                       | 13 juillet 1868        |
| Cayetano Romero                   | Envoyé                        | 16 juillet 1868    | Unknown                               | 9 août 1869            |
| Ignacio Mariscal                  | Envoyé                        | 3 mai 1869         | 11 août 1869                          | 26 mai 1877            |
| José María Mata                   | Envoyé                        | 25 mai 1877        | 1 juillet 1877                        | 23 octobre 1877        |
| José Tomás de Cuéllar             | Chargé d'affaires par intérim | 23 octobre 1877    | ---                                   | 7 mai 1878             |
| Manuel María de Zamacona y Murphy | Envoyé                        | 9 avril 1878       | 2 mai 1878                            | 3 mars 1882            |
| Matías Romero                     | Envoyé                        | 15 février 1882    | 7 mars 1882                           | 30 décembre 1898       |
| Manuel Azpíroz                    | Ambassadeur                   | 30 janvier 1899    | 30 mars 1899                          | 24 mars 1905           |
| Federico Gamboa                   | Chargé d'affaires par intérim | 24 mars 1905       | ---                                   | 10 novembre 1905       |
| Joaquín D. Cassasús               | Ambassadeur                   | 8 juin 1905        | 15 novembre 1905                      | 21 mai 1906            |
| Balbino Dávalos                   | Chargé d'affaires par intérim | 28 juin 1906       | ---                                   | 3 mars 1907            |
| Enrique C. Creel Cuilty           | Ambassadeur                   | 14 décembre 1906   | 2 février 1907                        | 25 septembre 1908      |
| Francisco León de la Barra        | Ambassadeur                   | 13 novembre 1908   | 27 février 1909                       | 25 mars 1911           |
| Manuel María de Zamacona e Inclán | Ambassadeur                   | 5 avril 1911       | 19 avril 1911                         | 16 juillet 1911        |
| Gilberto Crespo y Martínez        | Ambassadeur                   | 5 juin 1911        | 28 juillet 1911                       | 10 avril 1912          |
| Manuel Calero y Sierra            | Ambassadeur                   | 10 avril 1912      | 10 mai 1912                           | 27 décembre 1912       |
| Manuel Pérez Romero               | Agent diplomatique            | 18 juin 1913       | ---                                   | 30 octobre 1913        |
| Roberto V. Pesqueira              | Agent diplomatique            | 30 octobre 1913    | ---                                   | 24 avril 1914          |
| Juan Francisco Urquidi            | Agent diplomatique            | 15 mai 1914        | ---                                   | 29 octobre 1914        |
| Rafael Zubarán                    | Agent diplomatique            | 29 octobre 1914    | ---                                   | 17 décembre 1914       |
| Eliseo Arredondo                  | Agent diplomatique            | 27 novembre 1914   | ---                                   | 8 décembre 1915        |
| Eliseo Arredondo                  | Ambassadeur                   | 8 décembre 1915    | 24 février 1916                       | 24 février 1917        |
| Ignacio Bonillas                  | Ambassadeur                   | 13 février 1917    | 17 avril 1917                         | 22 mars 1920           |
| Fernando Iglesias Calderón        | Ambassadeur                   | 9 juin 1920        | 19 juillet 1920                       | 31 octobre 1920        |
| Roberto V. Pesqueira              | Agent diplomatique            | 16 octobre 1920    | ---                                   | 25 novembre 1920       |
| Manuel C. Téllez                  | Chargé d'affaires par intérim | 25 novembre 1920   | ---                                   | 11 mars 1921           |
| Manuel Y. de Negri                | Chargé d'affaires par intérim | 11 mars 1921       | ---                                   | 3 septembre 1921       |
| Manuel C. Téllez                  | Chargé d'affaires par intérim | 3 septembre 1921   | ---                                   | 13 décembre 1924       |
| Manuel C. Téllez                  | Ambassadeur                   | 1 janvier 1925     | 24 février 1925                       | 16 octobre 1931        |
| José Manuel Puig Casauranc        | Ambassadeur                   | 9 octobre 1931     | 9 novembre 1931                       | 3 février 1933         |
| Fernando González Roa             | Ambassadeur                   | 1 février 1933     | 21 février 1933                       | 31 décembre 1934       |
| Francisco Castillo Nájera         | Ambassadeur                   | 1 janvier 1935     | 20 février 1935                       | 21 septembre 1945      |
| Antonio Espinosa de los Monteros  | Ambassadeur                   | 1 octobre 1945     | 7 novembre 1945                       | 1 octobre 1948         |
| Rafael de la Colina Riquelme      | Ambassadeur                   | 1 décembre 1948    | 19 janvier 1949                       | 9 février 1953         |
| Manuel Tello Baurraud             | Ambassadeur                   | 1 décembre 1952    | 18 mars 1953                          | 25 novembre 1958       |
| Antonio Carrillo Flores           | Ambassadeur                   | 1 décembre 1958    | 27 janvier 1959                       | 1 décembre 1964        |
| Hugo B. Margáin                   | Ambassadeur                   | 31 décembre 1964   | 13 janvier 1965                       | 16 août 1970           |
| Emilio Rabasa Mishkin             | Ambassadeur                   | 23 septembre 1970  | 5 novembre 1970                       | 30 novembre 1970       |
| José Juan de Olloqui              | Ambassadeur                   | 16 janvier 1971    | 8 février 1971                        | 30 novembre 1976       |
| Hugo B. Margáin                   | Ambassadeur                   | 29 décembre 1976   | 13 janvier 1977                       | 28 mars 1982           |
| Bernardo Sepúlveda Amor           | Ambassadeur                   | 16 mars 1982       | 12 avril 1982                         | 30 novembre 1982       |
| Jorge Espinoza de los Reyes       | Ambassadeur                   | 23 décembre 1982   | 7 février 1983*                       | 15 décembre 1988       |
| Gustavo Petricioli                | Ambassadeur                   | 13 décembre 1988   | 17 janvier 1989                       | 15 janvier 1993        |
| Jorge Mario Montaño               | Ambassador                    | 10 décembre 1992   | 14 avril 1993                         | 2 février 1995         |
| Jesús Silva-Herzog Flores         | Ambassadeur                   | 28 décembre 1994   | 20 mars 1995                          | 30 octobre 1997        |
| Jesús Federico Reyes Heroles      | Ambassadeur                   | 1 octobre 1997     | 12 novembre 1997                      | 30 novembre 2000       |
| Juan José Bremer                  | Ambassadeur                   | 15 décembre 2000   | 18 janvier 2001                       | 27 février 2004        |
| Carlos de Icaza                   | Ambassadeur                   | 8 janvier 2004     | 31 mars 2004                          | 30- novembre 2006      |
| Arturo Sarukhán                   | Ambassadeur                   | 1 décembre 2006    | 27 février 2007                       | 10 janvier 2013        |
| Eduardo Medina Mora               | Ambassadeur                   | 9 janvier 2013     | 14 janvier 2013                       | 10 mars 2015           |
| Alejandro Estivill                | Chargé d'affaires par intérim | 10 mars 2015       | ---                                   | 2 septembre 2015       |
| Miguel Basáñez Ebergenyi          | Ambassadeur                   | 2 septembre 2015   | ---                                   | 12 mai 2016            |
| Carlos Manuel Sada Solana         | Ambassadeur                   | 12 mai 2016        | ---                                   | 23 janvier 2017        |
| Gerónimo Gutiérrez                | Ambassadeur                   | 23 janvier 2017    | 24 avril 2017                         | 30 novembre 2018       |
| Martha Bárcena Coqui              | Ambassadeur                   | 21 décembre 2018   | 11 janvier 2019                       | 15 février 2021        |
| Esteban Moctezuma Barragán        | Ambassadeur                   | 16 décembre 2020   | 16 février 2021                       | Titulaire              |